# Ophiactis abyssicola
Ophiactis abyssicola is een slangster uit de familie Ophiactidae.
De wetenschappelijke naam van de soort werd in 1861 gepubliceerd door Michael Sars.